# E78号線
E78号線 (E78ごうせん、英: European route E78) は、欧州自動車道路のAクラス幹線道路。全線がイタリアにあり、グロッセート – ファーノを結ぶ。

## 経路

### 経過する主要都市
- イタリア
  - E80 – グロッセート
  - アレッツォ
  - E45 – サンセポルクロ
  - E55 – ファーノ